# Fritz Franke (Politiker)
Fritz Franke (* 10. September 1921 in Zerbst; † 1. Dezember 1986 in Rankweil) war ein österreichischer Politiker (FPÖ) und Kaufmann. Er war von 1969 bis 1974 Abgeordneter zum Vorarlberger Landtag.

## Ausbildung und Beruf
Franke besuchte acht Jahre lang die Volksschule in Rankweil und absolvierte danach zwei Jahre die Handelsschule in Feldkirch. Er diente im Zweiten Weltkrieg und wurde 1943 bei einem Flugzeugabsturz über Russland schwer verletzt. Er verbracht fünf Jahre in sowjetischer Kriegsgefangenschaft. Franke arbeitete von 1964 bis 1973 als geschäftsführender Gesellschafter der Eisen- u. Metallgießerei Ernst Franke OHG und war danach kurze Zeit ohne Beschäftigung. Danach war er von 1973 bis 1985 als Angestellter bei der Firma Kurt Vetter in Lustenau beschäftigt. Franke wurde 1985 pensioniert.

## Politik und Funktionen
Franke war Mitglied der Freiheitlichen Partei Österreichs und hatte innerparteilich auf Lokalebene das Amt des Parteiobmanns der FPÖ Rankweil inne. Er war von 1960 bis 1975 Mitglied der Gemeindevertretung von Rankweil und zwischen 1962 und 1975 zudem Mitglied des Rankweiler Gemeinderates. Als Abgeordneter des Wahlbezirkes Feldkirch vertrat er die Freiheitliche Partei Österreichs vom 29. Oktober 1969 bis zum 3. November 1974 im Vorarlberger Landtag. Gleichzeitig war er von 1969 bis 1974 stellvertretender Klubobmann des FPÖ Landtagsklubs sowie Mitglied im Finanzausschuss, bis 1972 Mitglied im Sozialpolitischen Ausschuss und ab 1974 Mitglied im Rechtsausschuss. Innerparteilich wirkte er von 1963 bis 1967 als stellvertretender Landesparteiobmann der FPÖ Vorarlberg, danach hatte er vom 4. Mai 1967 bis zum 26. März 1972 die Funktion es Landesparteiobmann der FPÖ Vorarlberg inne. Innerparteilich war er zudem Mitglied des Landesparteivorstandes der FPÖ Vorarlberg, Mitglied der Landesparteileitung der FPÖ Vorarlberg und Mitglied des FPÖ Bundesparteivorstandes. Darüber hinaus engagierte er sich als Obmann der FC RW Rankweil, Vorstandsmitglied des Vorarlberger Fußballverbandes und als Mitglied des Rings Freiheitlicher Wirtschaftstreibender.

## Privates
Fritz Franke war der Sohn des Elektromeisters Ernst Franke und dessen Gattin Emma Franke, geborene Wieland. Er heiratete im Dezember 1946 Trudi Ammann aus Rankweil und wurde Vater von sechs Kindern, die zwischen 1941 und 1969 geboren wurden.